# Sasa masamuneana
Sasa masamuneana là một loài thực vật có hoa trong họ Hòa thảo. Loài này được (Makino) C.S.Chao & Renvoize miêu tả khoa học đầu tiên năm 1989.